# 신흥역 (대전)
신흥역(Sinheung station, 新興驛)은 대전광역시 동구 판암동에 있는 대전 도시철도 1호선의 전철역이다.

## 연혁
- 2003년 7월 25일 : 신흥역으로 역명 확정[1]
- 2006년 3월 16일 : 1단계 (판암 ~ 정부청사) 구간 개통과 함께 영업 개시

## 사건 사고
- 2011년 7월, 이 역에서 전동휠체어를 탄 장애인이 에스컬레이터를 타려다 휠체어가 뒤집혀서 중태에 빠지는 사고가 일어났다.

## 역 구조
2면 2선의 상대식 승강장이 있는 지하역이다. 스크린도어가 설치되어 있다.

### 승강장
| 판암 ↑ |
| \| 상  |
| ↓ 대동 |

| 상행 | ● 대전 도시철도 1호선 | 판암 방면                         |
| 하행 | ● 대전 도시철도 1호선 | 대전역・시청・유성온천・반석 방면 |

- 승강장 번호는 없다.

## 역 주변
- 판암주공3단지
- 미리내아파트
- 신흥동주민센터
- 충남중학교
- 시외버스정류장

## 승차량 변동
남쪽은 경부선, 북쪽은 대동천에 가로막혀 있어서 주변에 역세권이 많이 개발되지 못해 이용 빈도가 적은 편이며, 대전 도시철도 1호선의 22개 역들 중 갑천역 다음으로 승객 수가 적다.
| 역 노선 | 1일 평균 승차 인원 | 1일 평균 승차 인원 | 1일 평균 승차 인원 | 1일 평균 승차 인원 | 1일 평균 승차 인원 | 1일 평균 승차 인원 | 1일 평균 승차 인원 | 1일 평균 승차 인원 | 1일 평균 승차 인원 | 1일 평균 승차 인원 |
| 역 노선 | 2006년             | 2007년             | 2008년             | 2009년             | 2010년             | 2011년             | 2012년             | 2013년             | 2014년             | 2015년             |
| ------- | ------------------ | ------------------ | ------------------ | ------------------ | ------------------ | ------------------ | ------------------ | ------------------ | ------------------ | ------------------ |
| 1호선   | 850                | 1,402              | 1,704              | 1,921              | 1,935              | 1,921              | 1,903              | 1,952              | 1,942              | 1,972              |
| 1호선   | 2016년             | 2017년             | 2018년             | 2019년             | 2020년             |                    |                    |                    |                    |                    |
| 1호선   | 2,035              | 2,036              | 2,000              | 1,991              |                    |                    |                    |                    |                    |                    |

## 인접한 역
| 대전 도시철도 1호선 | 대전 도시철도 1호선   | 대전 도시철도 1호선 |
| ------------------- | --------------------- | ------------------- |
| 101 판암 방면       | ● 대전 도시철도 1호선 | 103 대동 반석 방면  |